# Kaisavaara
Kaisavaara är en kulle i Finland. Den ligger i Tervola kommun i landskapet Lappland, i den norra delen av landet, 700 km norr om huvudstaden Helsingfors. Toppen på Kaisavaara är 149 meter över havet, eller 61 meter över den omgivande terrängen. Bredden vid basen är 3,3 km.
Terrängen runt Kaisavaara är huvudsakligen platt. Runt Kaisavaara är det mycket glesbefolkat, med 2 invånare per kvadratkilometer. Närmaste större samhälle är Tervola kyrkoby, 17,9 km sydost om Kaisavaara. 